# Bokod
Bokod là một thị trấn thuộc hạt Komárom-Esztergom, Hungary. Thị trấn này có diện tích 29,92 km², dân số năm 2010 là 2187 người, mật độ 73 người/km².